# Grzegorz Benedykciński
Grzegorz Józef Benedykciński (ur. 16 marca 1955 w Piotrkowie Kujawskim) – polski samorządowiec, w latach 1994–2024 burmistrz Grodziska Mazowieckiego.

## Życiorys
Jego pradziadek Szczepan pełnił funkcję wójta gminy Radziejów, a dziadek Józef – wójta gminy Falborz. Pochodzi z Aleksandrowa Kujawskiego. W 1982 uzyskał tytuł zawodowy magistra inżyniera na Akademii Techniczno-Rolniczej w Bydgoszczy. Następnie odbył studia podyplomowe w Wyższej Szkole Pedagogicznej tamże oraz w Szkole Głównej Handlowej (zarządzanie strategiczne gminą). Po wyborach samorządowych z 1994 i 1998 obejmował stanowisko burmistrza Grodziska Mazowieckiego. W bezpośrednich wyborach samorządowych w 2002 i 2006 uzyskiwał reelekcję na stanowisko burmistrza w I turze głosowania. W wyborach w 2010 ponownie ubiegał się z powodzeniem o funkcję burmistrza oraz o mandat radnego Sejmiku Województwa Mazowieckiego (z którego zrezygnował) z rekomendacji Polskiego Stronnictwa Ludowego. Został członkiem Rady Naczelnej PSL.
W 2014 bez powodzenia kandydował do Parlamentu Europejskiego, w tym samym roku po raz szósty z rzędu uzyskując następnie wybór na urząd burmistrza. Również w 2018 został wybrany na kolejną kadencję. W 2024 nie ubiegał się o urząd burmistrza, został natomiast wybrany na radnego Sejmiku Województwa Mazowieckiego.

## Odznaczenia i wyróżnienia
W 2002 otrzymał Złoty Krzyż Zasługi, a w 2012 odznaczony Krzyżem Oficerskim Orderu Odrodzenia Polski. W 2015 został wyróżniony Odznaką Honorową za Zasługi dla Samorządu Terytorialnego, a w 2023 odznaczeniem Pro Ecclesia et Pontifice.
W 2013 podczas Forum Ekonomicznego w Krynicy został wyróżniony przez dziennik „Rzeczpospolita” oraz Instytut Studiów Wschodnich tytułem „Lidera Samorządu” w kategorii gmin miejskich i miejsko-wiejskich. Wyróżniony także dyplomem honorowym „Chroniąc Pamięć” (2011), Nagrodą im. Grzegorza Palki przyznaną przez Ligę Krajową (2012) oraz Medalem Pamiątkowym „Pro Masovia” (2022).